# Cengiz Ünder
Cengiz Ünder, född 14 juli 1997, är en turkisk fotbollsspelare som spelar som högerytter för Ligue 1-klubben Marseille, på lån från Roma. Han representerar även Turkiets landslag.

## Klubbkarriär

### Tidig karriär
Ünder började sin fotbollskarriär i Altinordu och flyttade senare till Başakşehir. Under sin debutsäsong med Başakşehir etablerade Ünder sig som en av de bästa spelarna i ligan och gjorde sju mål på 32 matcher i Süper Lig.

### Roma

Ünder spelande för Roma 2018.

Den 16 juli 2017 värvades Ünder av italienska Roma, en övergång som kostade cirka 140 miljoner kronor. Han gjorde sitt första mål för Roma i en 1–0-seger mot Hellas Verona i Serie A den 4 februari 2018. Samma månad gjorde han sin Champions League-debut samt ett mål i en 1–2-förlust mot Shakhtar Donetsk. Han blev då den yngsta turkiska spelaren någonsin som gjort mål i Champions League.

#### Marseille (lån)
Den 4 juli 2021 lånades Ünder ut till Marseille på ett låneavtal över säsongen 2021/2022.

## Landslagskarriär
Ünder har representerat Turkiets U18- och U19-landslag. Under 2016 spelade han även för Turkiets U21-landslag.
I november 2016 blev Ünder sin första kallelse till Turkiets A-landslag inför en match mot Kosovo. I följande match mot Moldavien i mars 2017 gjorde han gjorde sitt första landslagsmål.

## Kontroverser
Ünder gjorde den 11 februari 2018 en honnör som målgest efter gjort mål i Romas 5–2-hemmaseger över Benevento i Serie A. Detta uppfattades som en hyllning kopplat till den turkiska arméns offensiv i distriktet Afrin i norra Syrien under föregående månad. Efter den turkiska offensiven in i nordöstra Syrien i oktober 2019, publicerade Ünder en bild av det ovannämnda firandet på Twitter. Detta kontroversiella inlägg väckte därefter kritik på sociala medier från Roma-fans.

## Karriärstatistik
| Klub                 | Säsong             | Liga               | Liga    | Liga | Nationell cup | Nationell cup | Internationell cup | Internationell cup | Totalt  | Totalt |
| Klub                 | Säsong             | Division           | Matcher | Mål  | Matcher       | Mål           | Matcher            | Mål                | Matcher | Mål    |
| -------------------- | ------------------ | ------------------ | ------- | ---- | ------------- | ------------- | ------------------ | ------------------ | ------- | ------ |
| Altınordu            | 2014/2015          | TFF 1. Lig         | 20      | 5    | 6             | 0             | —                  | —                  | 26      | 5      |
| Altınordu            | 2015/2016          | TFF 1. Lig         | 31      | 6    | 1             | 0             | —                  | —                  | 32      | 6      |
| Altınordu            | Totalt             | Totalt             | 51      | 11   | 7             | 0             | —                  | —                  | 58      | 11     |
| Istanbul Başakşehir  | 2016/2017          | Süper Lig          | 32      | 7    | 7             | 2             | 4                  | 0                  | 43      | 9      |
| Roma                 | 2017/2018          | Serie A            | 26      | 7    | 1             | 0             | 5                  | 1                  | 32      | 8      |
| Roma                 | 2018/2019          | Serie A            | 26      | 3    | 1             | 0             | 6                  | 3                  | 33      | 6      |
| Roma                 | 2019/2020          | Serie A            | 18      | 3    | 2             | 0             | 3                  | 0                  | 23      | 3      |
| Roma                 | Totalt             | Totalt             | 70      | 13   | 4             | 0             | 14                 | 4                  | 88      | 17     |
| Leicester City (lån) | 2020/2021          | Premier League     | 9       | 0    | 2             | 1             | 8                  | 1                  | 19      | 2      |
| Marseille (lån)      | 2021/2022          | Ligue 1            | 4       | 3    | 0             | 0             | 0                  | 0                  | 4       | 3      |
| Totalt i karriären   | Totalt i karriären | Totalt i karriären | 166     | 34   | 20            | 3             | 26                 | 5                  | 212     | 42     |

### Landslag
| Landslag | År     | Matcher | Mål |
| -------- | ------ | ------- | --- |
| Turkiet  | 2016   | 1       | 0   |
| Turkiet  | 2017   | 6       | 3   |
| Turkiet  | 2018   | 10      | 1   |
| Turkiet  | 2019   | 3       | 2   |
| Turkiet  | 2020   | 6       | 2   |
| Turkiet  | 2021   | 6       | 1   |
| Totalt   | Totalt | 32      | 9   |

### Landslagsmål
| Nr | Datum            | Arena                                      | Motståndare | Mål | Resultat | Tävling                         |
| -- | ---------------- | ------------------------------------------ | ----------- | --- | -------- | ------------------------------- |
| 1. | 27 mars 2017     | New Eskişehir Stadium, Eskişehir, Turkiet  | Moldavien   | 3–0 | 3–1      | Vänskapsmatch                   |
| 2. | 11 juni 2017     | Loro Boriçi-stadion, Shkodra, Albanien     | Kosovo      | 2–1 | 4–1      | Kval till VM 2018               |
| 3. | 13 november 2017 | Antalya Stadium, Antalya, Turkiet          | Albanien    | 1–2 | 2–3      | Vänskapsmatch                   |
| 4. | 27 mars 2018     | Stadion Pod Goricom, Podgorica, Montenegro | Montenegro  | 1–0 | 2–2      | Vänskapsmatch                   |
| 5. | 30 maj 2019      | Antalya Stadium, Antalya, Turkiet          | Grekland    | 1–0 | 2–1      | Vänskapsmatch                   |
| 6. | 8 juni 2019      | Büyükşehir Stadium, Konya, Turkiet         | Frankrike   | 2–0 | 2–0      | Kval till EM 2020               |
| 7. | 11 november 2020 | Vodafone Park, Istanbul, Turkiet           | Kroatien    | 3–3 | 3–3      | Vänskapsmatch                   |
| 8. | 15 november 2020 | Şükrü Saracoğlu Stadium, Istanbul, Turkiet | Ryssland    | 2–1 | 3–2      | Uefa Nations League B 2020/2021 |
| 9. | 3 juni 2021      | Benteler-Arena, Paderborn, Tyskland        | Moldavien   | 2–0 | 2–0      | Vänskapsmatch                   |

## Meriter

### Individuella
Utmärkelser
- Årets turkiska fotbollsspelare: 2018[13]